# International Women's Open 1992
L'International Women's Open 1992 è stato un torneo di tennis giocato sull'erba. 
È stata la 18ª edizione del torneo di Eastbourne, che fa parte della categoria Tier II nell'ambito del WTA Tour 1992. 
Si è giocato al Devonshire Park Lawn Tennis Club di Eastbourne in Inghilterra, dal 15 al 21 giugno 1992.

## Campionesse

### Singolare
Lori McNeil ha battuto in finale  Linda Harvey Wild con il punteggio di 6–4, 6–4

### Doppio
Jana Novotná /  Larisa Neiland hanno battuto in finale   Mary Joe Fernández /  Zina Garrison con il punteggio di 6–0, 6–3